# イタリアグランプリ
イタリアグランプリ（イタリアGP、英: Italian Grand Prix、伊: Gran Premio d'Italia）は、イタリアで行われる自動車レース。現在はF1世界選手権の1戦として開催されている。
イタリア国内で行われた、イタリアGP以外の名称をもつF1レースも本項目で記述する。

## 概要
ヨーロッパ発祥の国際グランプリとしては、フランスグランプリ（1906年に初開催）に次いで1921年に創設された伝統あるイベントであり、途中中断を挟みながら継続開催され続けている。1950年以降は、同年に発足したF1世界選手権に組み込まれ、F1において同一名称のグランプリが1年も欠かさず開催されているのは、このイタリアGPとイギリスGPのみである。
初開催の1921年はブレシア（モンティキアーリ・サーキット（イタリア語版））、1937年はリヴォルノ（モンテネーロ・サーキット（イタリア語版））、1947年はミラノ（ポルテッロ（イタリア語版））、1948年はトリノ（ヴァレンティーノ公園（イタリア語版））、1980年にはイモラで開催され、途中1929年〜1930年と1939年〜1946年には中断されているが、それ以外は毎年モンツァ・サーキットで開催されている。
1981年から2006年まで同国内のイモラサーキットでもグランプリが開催されていたが、こちらはサンマリノ共和国から名称を拝借する形で、サンマリノGPとして行われていた。当時のグランプリでは「1ヶ国につき1年に1開催」が原則とされていたためこのような措置が取られていた。
現行のカレンダーではヨーロッパラウンドの最終戦にあたる。シーズン終盤の秋口に行われることから、次のシーズンに関しての重大発表が行われることが多い。
- 1987年 - ホンダ、マクラーレンに対し、翌年よりエンジン供給。アイルトン・セナのマクラーレン入り。
- 1989年 - アラン・プロスト、翌シーズンのフェラーリ加入。
- 1992年 - ホンダ、F1撤退（第2期の終了）。ナイジェル・マンセル、翌シーズンのウイリアムズ離脱。
- 2006年 - ミハエル・シューマッハ、1度目の引退。

2016年はオランダのビール醸造会社ハイネケンがタイトルスポンサーとなった。
バーニー・エクレストンとイタリア自動車クラブの交渉が長引き、2017年はイモラへの移転やイタリアGPの消滅も噂されていたが、2019年までモンツァで開催されることになった。しかし、イタリアGP開催への政府支援に関してイモラが不服を申し立てたため正式契約が遅れていたが、訴えを取り下げたためモンツァでの開催が確実となり、11月28日に2019年までの開催が正式決定した。しかし、観客動員の減少傾向は変わらず、将来の開催が疑問視されていたが、2024年までの継続開催が決まった。2020年は新型コロナウイルス感染症がイタリア国内で猛威を振るったことにより開催が危ぶまれたが、無観客で開催することが決まり、併せて開催契約を2025年まで延長した。2024年11月、開催契約が2031年まで延長された。

## 特筆すべきレース
- 1956年イタリアGPは最終戦開催となった。優勝したのはマセラティ・250Fのスターリング・モスだが、自分の車を壊したあとピーター・コリンズから車を譲り受けたランチア・フェラーリ・D50のファン・マヌエル・ファンジオが2位に入り、ファンジオが3年連続の選手権王者を手中にしている。当時はレース中にマシンの乗り換えが許されており、1台の車に複数のドライバーが交代で乗って入賞しポイントを獲得した場合、獲得ポイントを人数で割って配分されるルールであった。この時点で唯一ファンジオ以外に王者の可能性を残すコリンズが、すでに車を降りているファンジオに対し交代を申し出たことで実現した。当時は3台以上、ときには5台以上の車を出走させるコンストラクターが1人のエースを勝たせるというスタイルが一般的であったため、現在のチームオーダー批判のような議論は起きていない。
- 1961年にはF1が前年から排気量が減り1.5リットルエンジンで実施されたが、このイタリアグランプリは最終戦で実施された。前年2.5リットルエンジンで開催された際には、当時使用されていたモンツァ・サーキットのバンク区間が車体に過大な負荷をかけるとして一部ボイコットするという騒動になったが、この年は開始前にそのようなトラブルは起こらなかった。このレースでは混乱を避けるために当時まだ珍しかった2列縦隊スタートが導入されたが、この時点で選手権ランキングトップで予選でも1位のヴォルフガング・フォン・トリップス（フェラーリ）がスタートに失敗、大混乱となった。2周目にはフォン・トリップスがジム・クラーク（ロータス）を抜こうとして接触、この事故でフォン・トリップスは死亡する。このレースを制したのはフォン・トリップスと同じフェラーリに乗るフィル・ヒルで、この年のチャンピオンをも獲得した。この年以降F1でバンクが使用されることはなく、その後閉鎖された。
- 1966年はフェラーリのルドヴィコ・スカルフィオッティが優勝し、1952年のアルベルト・アスカリ以来2人目の「フェラーリでイタリアGPを制したイタリア人ドライバー」となった。この偉業を達成したのはアスカリとスカルフィオッティのみであり、この年を最後にイタリアGPを制したイタリア人ドライバーもいない。かつフェラーリは1-2フィニッシュを果たした。この年から排気量が3リッターとなり、その対応が遅れていたホンダはこのレースからRA273を投入したが、リッチー・ギンサーのタイヤがバーストしてクラッシュするアクシデントに見舞われた。ギンサーは無事だったが、マシンは大破した[10]。ジャック・ブラバムはリタイアに終わったものの3度目のチャンピオンを獲得し、かつ自身のチーム（ブラバム）でチャンピオンを獲得した最初の（そして唯一の）ドライバーとなった。
- 1967年のイタリアGPでは、スタート手順に不手際があり大変混乱したレースとなった。この混乱で一番割を食った形の、予選1位であったジム・クラークは大きく出遅れたうえに13周目に右後輪のパンクにも見舞われたにもかかわらず一時は首位を走る活躍を見せたが、結局ガス欠で3位に終わっている。レースは前戦カナダGPを欠場してまで新車RA300を作って持ち込んだホンダのジョン・サーティースが、ジャック・ブラバムをわずか0.2秒差で振り切って優勝した。
- 1970年は年間13戦で争われた選手権の第10戦として行われ、前戦までに5勝して選手権をリードしていたヨッヘン・リント（ロータス）がここで勝てば年間総合優勝が決まるはずであった。最終予選走行中、マシントラブルのためコースアウトしたリントのマシーンはガードレールの支柱に激突し、ミラノ市内の病院に搬送される救急車の中でリントは息を引き取った。その後リントの得点を上回る者がいなかったため、チャンピオンはリントのものとなった。以降そういった事例は起きておらず、リントが死後にチャンピオンになった唯一のドライバーである。
- 1971年にはBRMのピーター・ゲシンが優勝を飾っているが、2位との差はわずか0.01秒、4位までが0.18秒、5位までが0.61秒の集団状態のままゴールするという激しいレースで、ラップリーダーが延べ26回入れ替わる展開であった。ゲシンが優勝したのはこのレースただ1回であるが、このときゲシンが記録した優勝平均速度242.616km/hは、2003年のイタリアGPでミハエル・シューマッハが破るまで32年間も守られた。
- 1978年のイタリアGPでは、残り3戦でともにロータスのマリオ・アンドレッティとロニー・ピーターソンの2人のみが選手権王者の可能性を残す状態で開催されたが、スタート直後の多重衝突事故で赤旗中断、ドライバーら自らがピーターソンとヴィットリオ・ブランビラの救出にあたったが、翌日未明にピーターソンは死亡。結局、ブラバムのニキ・ラウダが優勝したが、アンドレッティがこの年の選手権王者を獲得した。
- 1979年は、フェラーリの2台が1-2フィニッシュを果たし、ドライバーズチャンピオン（ジョディー・シェクター）とコンストラクターズチャンピオンのダブル制覇を決めた。シェクターの同僚のジル・ヴィルヌーヴもチャンピオンの可能性を残していたが、チームプレーに徹してシェクターを抜こうとせず、優勝したシェクターに次ぐ2位でフィニッシュした。
- 1987年のイタリアGPでは、油圧スプリングを用いた簡易アクティブサスペンションを装備した新車を持ち込んだウィリアムズのネルソン・ピケと、年頭からアクティブサスペンションを使用しつづけていたロータスのアイルトン・セナのトップ争いが展開された。ピケは従来通り中盤にタイヤ交換をし、セナはアクティブサスと持ち前の技術を活かしタイヤ無交換で優勝を狙ったが、セナはトップ走行中で残り7周の43周目に周回遅れを抜こうとして失敗、スピンしてしまう。結局そのスピンの間にピケがセナを抜き、そのままセナの追走を振り切って優勝した。また、このレース開催期間中に、ホンダが翌年からマクラーレンにエンジン供給を開始することと、ウィリアムズへのエンジン供給を打ち切ることを発表し、ちょっとした騒動になった。
- 1988年には、それまで開幕11連勝と圧倒的な強さを発揮していたマクラーレン・ホンダがシーズン唯一の敗北を喫することとなった。レース終盤にアイルトン・セナが、周回遅れで走行していたウィリアムズのジャン＝ルイ・シュレッサー(病欠のナイジェル・マンセルの代役としてこのレースのみ出場)と接触してしまったことによるもので、これによりフェラーリのゲルハルト・ベルガーがトップに立ち、チームメイトのミケーレ・アルボレートと1-2体制でフィニッシュを果たした。この勝利はマクラーレン・ホンダを倒したことに加え、グランプリ直前に死去したフェラーリの総帥、エンツォ・フェラーリに捧げる勝利として、ティフォシたちを喜ばせることとなった。
- 1991年は、前戦のベルギーGPでデビューしたミハエル・シューマッハが電撃的にベネトンに移籍し、5位に入賞しキャリア初ポイントを記録した。それまでベネトンに在籍していたロベルト・モレノは、シューマッハとトレードとなる形でジョーダンに移籍した。
- 1994年は、フェラーリのジャン・アレジがF1キャリア初のポールポジションを獲得し、2位には同僚のゲルハルト・ベルガーでフェラーリ勢がフロントローを独占した。レースは、初優勝を狙うアレジがトップを快走をしていたが、マシントラブルでリタイアした。代わってベルガーがトップとなったが、ピットストップでトラブルが生じ、優勝争いから陥落した。その後、ウィリアムズのデイモン・ヒルとデビッド・クルサードの1-2体制となったが、ファイナルラップのパラボリカ前でクルサードのマシンにトラブルが生じ、リタイア（6位完走扱い）となった。レースは、ヒルが勝ち、チャンピオン争いでリードしている（当GPから2戦出場停止中の）ミハエル・シューマッハとのポイント差を縮めた。
- 1995年は、チャンピオン争いをしていたベネトン・ルノーのミハエル・シューマッハとウィリアムズ・ルノーのデイモン・ヒルがレース中盤にアクシデントによりともにリタイアした。これにより、地元フェラーリ勢のジャン・アレジとゲルハルト・ベルガーによるワンツー走行となったが、ベルガーはアレジ車から落下した車載カメラが直撃する珍しいアクシデントでリタイアし、その数周後にはアレジもマシントラブルでリタイアした。レースは、シューマッハのチームメイトのジョニー・ハーバートが自身F1での2勝目を飾ることとなった。
- 1999年は、マクラーレン・メルセデスのミカ・ハッキネンがチャンピオンに向けてレースをリードしていたが、レース中盤にギアボックスのトラブルによりスピンし、そのままリタイア。マシンを降りたハッキネンがひざまずいて涙するシーンがテレビ中継された。ジョーダン・無限のハインツ＝ハラルド・フレンツェンがシーズン2勝目を飾った。
- 2000年は、レース1周目に、フェラーリのルーベンス・バリチェロ、マクラーレン・メルセデスのデビッド・クルサードら7台が絡む事故が発生したが、この事故によりコースマーシャルの1人が犠牲になるという痛ましい事態になった。この事故を受け、レーストラックだけでなく、コース外の安全性にも一層の配慮がされることになった。レースは、ミハエル・シューマッハが制してアイルトン・セナと並ぶ41勝目を挙げた。レース後の記者会見ではミハエルへの最初の質問で「これで勝ち星がセナと並びましたね。今日の勝利はあなたにとって大きな意味を持つものですか」に、「そうだね。この勝利は僕にとってすごく大きな意味を持つものなんだ。ごめん……」とミハエルが泣き崩れた為、インタビュアーが2位ミカ・ハッキネンと3位ラルフ・シューマッハを先にインタビューするハプニングが起きた。テレビ中継後の会見で再び同じ質問が出されると「そんなの言わなくたってわかるだろ。ここはイタリアだよ。そして僕はここ数戦ずっといい結果が残せていなかった。でも、今日やっと復活したんだ。この41勝には多くの人々の支えがあったんだ。だから、1998年に優勝したときよりもすごくうれしいんだ」と答えた[11]。
- 2001年は、レース直前に発生したニューヨークでのアメリカ同時多発テロ事件の犠牲者を悼み、フェラーリがノーズ部分を黒くペイントし、一切のスポンサーロゴを外すなど、各チームが追悼ムードに包まれた。レースではウィリアムズ・BMWのファン・パブロ・モントーヤが自身F1初優勝を果たすが、恒例のシャンパンファイトは行われなかった。
- 2003年、前戦ハンガリーGPでフェルナンド・アロンソに周回遅れにされるなどして不振を極めていたミハエル・シューマッハだったが、第8戦以来となる優勝を果たし、このままこの年の王座に輝くことになる。またこのレースで、32年ぶりに優勝スピードが更新され、247.585km/hを記録した。
- 2005年には、出走した20台がすべて完走したが、これは1961年のオランダGP（この時は15台出走）以来、実に44年ぶりの「大記録」であった[注 1]。また、キミ・ライコネンが最高速370km/hオーバーを記録した。
- 2006年は、2位スタートのミハエル・シューマッハがポールポジションからスタートしたキミ・ライコネンを破ってフェラーリの地元で逆転優勝を果たし、レース後の公式記者会見で2006年シーズン限りでの彼自身のF1ドライバー引退を表明した（その後、2010年に復帰。後任のドライバーはレース直後の会見で2位を獲得し彼の隣に座っていたライコネン）。
- 2008年は、フリー走行から雨が続くこととなり、予選も各チーム雨に翻弄され、この年優勝を記録していたドライバーが予選で失敗する結果となるなか、それを尻目に、トロ・ロッソのセバスチャン・ベッテルが好走し、最年少ポールポジション（21歳72日）の記録を更新。予選と同様の雨中決戦となった決勝も、タイヤ交換時以外は首位を最後まで守り切りポールトゥーウィン。F1史上最年少表彰台と最年少優勝（21歳73日）を記録した。フェラーリ以外のイタリア国籍チームが優勝したのは1957年ドイツGPのマセラティ以来のことで、イタリア系チームとしては半世紀振り（ただし、これは基本的にイギリスに本拠地を置いていたが、一時期はイタリア国籍のチームとして参戦していたベネトンの1997年ドイツGP優勝を除外した場合）となった。また、フェラーリのカスタマーエンジンを搭載したチームの初優勝（＝フェラーリエンジンがフェラーリ以外のチームで挙げた初優勝）となった。
- 2010年は、週末を通して好調だった、フェラーリのフェルナンド・アロンソがポールポジションを獲得。決勝ではフロントローにつけたマクラーレンのジェンソン・バトンにスタートで先行を許すもピットストップで逆転、その後はファステストラップを刻みながら他を寄せ付けない走りで優勝を果たした。フェラーリ移籍初年度でお膝元であるモンツァを勝利したドライバーは1996年のミハエル・シューマッハ以来14年ぶり、ハットトリックを決めたドライバーとしては1950年からフェラーリがF1に参戦してから史上初となる歴史的快挙である。フェラーリの母国凱旋でのハットトリックはこの年のタイトル争いに踏みとどまる勝利となった[注 2]。
- 2019年は、この年フェラーリに加入したシャルル・ルクレールがメルセデス勢の追撃から守りきってポール・トゥ・ウィンを達成し、2010年のアロンソ以来9年ぶりにフェラーリが母国グランプリを制した[12]。
- 2020年は、スタート後からルイス・ハミルトン（メルセデス）が首位を独走していたが、19周目にケビン・マグヌッセン（ハース）がピットレーン入口付近にマシンを止めてリタイア。これを受け、セーフティカーが出動したが、ほぼ同時にマグヌッセンのマシンを撤去するためにピットレーンの閉鎖（ピットインの一時禁止）が宣言された。ところが、ハミルトン（とチーム）はそれを見落としピットインしてしまい審議対象となった。セーフティカー終了からまもなくルクレールのクラッシュによって赤旗中断となり、ハミルトンは中断中に10秒のストップ&ゴーペナルティが科され、優勝争いから脱落した。レース再開後、首位に立ったのはピエール・ガスリー（アルファタウリ）で、カルロス・サインツ（マクラーレン）の猛追に耐えて初優勝を果たした。この年トロ・ロッソから名称を変更したアルファタウリにとっては2008年のベッテル以来12年ぶり、フランス人ドライバーの勝利は1996年モナコGPのオリビエ・パニス以来24年ぶり、同チームにパワーユニットを供給するホンダにとっては1992年のセナ以来28年ぶりのイタリアGP優勝となった[13]。
- 2021年は、この年タイトルを争うマックス・フェルスタッペンとハミルトンが共倒れのリタイアに終わるが、前年から復活の兆しを見せていたマクラーレンの2台が快走。スタートダッシュで首位に浮上していたダニエル・リカルド（マクラーレン）がそのまま独走し、前述のリタイアにより、ランド・ノリス（マクラーレン）は2位へ浮上。ノリスはリカルドをけん制するも追い抜くことはできず、そのままチェッカーとなった。この結果、マクラーレンチームとして、2012年ブラジルグランプリ以来となる9年ぶりの優勝と2010年カナダグランプリ以来となる11年ぶりの1-2フィニッシュの二つを記録することとなった[14]。
- 2023年は、フェルスタッペンがF1新記録となる10連勝を達成した[15]。

## 過去の結果と開催サーキット
- ピンク地はF1世界選手権以外で開催された年。
- グリーン地は第二次世界大戦前に行われていた世界マニュファクチャラーズ選手権（英語版）[注 3]の一戦として開催された年。ラウンドの数字は同選手権のもの。
- クリーム地は第二次世界大戦前に行われていたヨーロッパ・ドライバーズ選手権の一戦[注 4]として開催された年。ラウンドの数字は同選手権のもの。

### F1世界選手権レース開催前 (1921年-1949年)
| 年          | 決勝日                                         | ラウンド                                       | サーキット                                     | 勝者                                           | コンストラクター                               | 結果                                           |
| ----------- | ---------------------------------------------- | ---------------------------------------------- | ---------------------------------------------- | ---------------------------------------------- | ---------------------------------------------- | ---------------------------------------------- |
| 1921        | 09月04日                                       | 非選手権                                       | モンティキアーリ                               | ジュール・グー                                 | バロ                                           | 詳細                                           |
| 1922        | 09月10日                                       | 非選手権                                       | モンツァ                                       | ピエトロ・ボルディーノ                         | フィアット                                     | 詳細                                           |
| 1923        | 09月10日                                       | 非選手権                                       | モンツァ                                       | カルロ・サラマーノ                             | フィアット                                     | 詳細                                           |
| 1924        | 10月19日                                       | 非選手権                                       | モンツァ                                       | アントニオ・アスカリ                           | アルファロメオ                                 | 詳細                                           |
| 1925        | 09月06日                                       | 4                                              | モンツァ                                       | ガストーネ・ブリリ＝ペリ                       | アルファロメオ                                 | 詳細                                           |
| 1926        | 09月05日                                       | 5                                              | モンツァ                                       | ルイ・シャラベル                               | ブガッティ                                     | 詳細                                           |
| 1927        | 09月04日                                       | 4                                              | モンツァ                                       | ロベール・ブノワ                               | ドラージュ                                     | 詳細                                           |
| 1928        | 09月09日                                       | 2                                              | モンツァ                                       | ルイ・シロン                                   | ブガッティ                                     | 詳細                                           |
| 1929        | 1928年のレースにおける死亡事故により開催されず | 1928年のレースにおける死亡事故により開催されず | 1928年のレースにおける死亡事故により開催されず | 1928年のレースにおける死亡事故により開催されず | 1928年のレースにおける死亡事故により開催されず | 1928年のレースにおける死亡事故により開催されず |
| 1930        | 1928年のレースにおける死亡事故により開催されず | 1928年のレースにおける死亡事故により開催されず | 1928年のレースにおける死亡事故により開催されず | 1928年のレースにおける死亡事故により開催されず | 1928年のレースにおける死亡事故により開催されず | 1928年のレースにおける死亡事故により開催されず |
| 1931        | 05月24日                                       | 1                                              | モンツァ                                       | ジュゼッペ・カンパーリ タツィオ・ヌヴォラーリ  | アルファロメオ                                 | 詳細                                           |
| 1932        | 06月05日                                       | 1                                              | モンツァ                                       | タツィオ・ヌヴォラーリ                         | アルファロメオ                                 | 詳細                                           |
| 1933        | 09月10日                                       | 非選手権                                       | モンツァ                                       | ルイジ・ファジオーリ                           | アルファロメオ                                 | 詳細                                           |
| 1934        | 09月09日                                       | 非選手権                                       | モンツァ                                       | ルドルフ・カラツィオラ                         | メルセデス・ベンツ                             | 詳細                                           |
| 1935        | 09月08日                                       | 6                                              | モンツァ                                       | ハンス・スタック                               | アウトウニオン                                 | 詳細                                           |
| 1936        | 09月13日                                       | 4                                              | モンツァ                                       | ベルント・ローゼマイヤー                       | アウトウニオン                                 | 詳細                                           |
| 1937        | 09月12日                                       | 5                                              | リヴォルノ                                     | ルドルフ・カラツィオラ                         | メルセデス・ベンツ                             | 詳細                                           |
| 1938        | 09月11日                                       | 4                                              | モンツァ                                       | タツィオ・ヌヴォラーリ                         | アウトウニオン                                 | 詳細                                           |
| 1939 - 1946 | 第二次世界大戦の影響により開催されず           | 第二次世界大戦の影響により開催されず           | 第二次世界大戦の影響により開催されず           | 第二次世界大戦の影響により開催されず           | 第二次世界大戦の影響により開催されず           | 第二次世界大戦の影響により開催されず           |
| 1947        | 09月07日                                       | 非選手権                                       | ミラノ                                         | カルロ・フェリーチェ・トロッシ                 | アルファロメオ                                 | 詳細                                           |
| 1948        | 09月05日                                       | 非選手権                                       | トリノ                                         | ジャン＝ピエール・ウィミーユ                   | アルファロメオ                                 | 詳細                                           |
| 1949        | 09月11日                                       | 非選手権                                       | モンツァ                                       | アルベルト・アスカリ                           | フェラーリ                                     | 詳細                                           |

### F1世界選手権レース開催後 (1950年-)
| 年   | 決勝日  | ラウンド | サーキット | 勝者                             | コンストラクター （括弧内はノンワークスチーム） | 結果 |
| ---- | ------- | -------- | ---------- | -------------------------------- | ----------------------------------------------- | ---- |
| 1950 | 9月03日 | 7        | モンツァ   | ジュゼッペ・ファリーナ           | アルファロメオ                                  | 詳細 |
| 1951 | 9月16日 | 7        | モンツァ   | アルベルト・アスカリ             | フェラーリ                                      | 詳細 |
| 1952 | 9月07日 | 8        | モンツァ   | アルベルト・アスカリ             | フェラーリ                                      | 詳細 |
| 1953 | 9月13日 | 9        | モンツァ   | ファン・マヌエル・ファンジオ     | マセラティ                                      | 詳細 |
| 1954 | 9月05日 | 8        | モンツァ   | ファン・マヌエル・ファンジオ     | メルセデス                                      | 詳細 |
| 1955 | 9月11日 | 7        | モンツァ   | ファン・マヌエル・ファンジオ     | メルセデス                                      | 詳細 |
| 1956 | 9月02日 | 8        | モンツァ   | スターリング・モス               | マセラティ                                      | 詳細 |
| 1957 | 9月08日 | 8        | モンツァ   | スターリング・モス               | ヴァンウォール                                  | 詳細 |
| 1958 | 9月07日 | 10       | モンツァ   | トニー・ブルックス               | ヴァンウォール                                  | 詳細 |
| 1959 | 9月13日 | 8        | モンツァ   | スターリング・モス               | クーパー-クライマックス （ロブ・ウォーカー）    | 詳細 |
| 1960 | 9月04日 | 9        | モンツァ   | フィル・ヒル                     | フェラーリ                                      | 詳細 |
| 1961 | 9月10日 | 7        | モンツァ   | フィル・ヒル                     | フェラーリ                                      | 詳細 |
| 1962 | 9月16日 | 7        | モンツァ   | グラハム・ヒル                   | BRM                                             | 詳細 |
| 1963 | 9月08日 | 7        | モンツァ   | ジム・クラーク                   | ロータス-クライマックス                         | 詳細 |
| 1964 | 9月06日 | 8        | モンツァ   | ジョン・サーティース             | フェラーリ                                      | 詳細 |
| 1965 | 9月12日 | 8        | モンツァ   | ジャッキー・スチュワート         | BRM                                             | 詳細 |
| 1966 | 9月04日 | 7        | モンツァ   | ルドヴィコ・スカルフィオッティ   | フェラーリ                                      | 詳細 |
| 1967 | 9月10日 | 9        | モンツァ   | ジョン・サーティース             | ホンダ                                          | 詳細 |
| 1968 | 9月08日 | 9        | モンツァ   | デニス・ハルム                   | マクラーレン-フォード                           | 詳細 |
| 1969 | 9月07日 | 8        | モンツァ   | ジャッキー・スチュワート         | マトラ-フォード （マトラ・インターナショナル）  | 詳細 |
| 1970 | 9月06日 | 10       | モンツァ   | クレイ・レガツォーニ             | フェラーリ                                      | 詳細 |
| 1971 | 9月05日 | 9        | モンツァ   | ピーター・ゲシン                 | BRM                                             | 詳細 |
| 1972 | 9月10日 | 10       | モンツァ   | エマーソン・フィッティパルディ   | ロータス-フォード                               | 詳細 |
| 1973 | 9月09日 | 13       | モンツァ   | ロニー・ピーターソン             | ロータス-フォード                               | 詳細 |
| 1974 | 9月08日 | 13       | モンツァ   | ロニー・ピーターソン             | ロータス-フォード                               | 詳細 |
| 1975 | 9月07日 | 13       | モンツァ   | クレイ・レガツォーニ             | フェラーリ                                      | 詳細 |
| 1976 | 9月12日 | 13       | モンツァ   | ロニー・ピーターソン             | マーチ-フォード                                 | 詳細 |
| 1977 | 9月11日 | 14       | モンツァ   | マリオ・アンドレッティ           | ロータス-フォード                               | 詳細 |
| 1978 | 9月10日 | 14       | モンツァ   | ニキ・ラウダ                     | ブラバム-アルファロメオ                         | 詳細 |
| 1979 | 9月09日 | 13       | モンツァ   | ジョディー・シェクター           | フェラーリ                                      | 詳細 |
| 1980 | 9月14日 | 12       | イモラ     | ネルソン・ピケ                   | ブラバム-フォード                               | 詳細 |
| 1981 | 9月13日 | 13       | モンツァ   | アラン・プロスト                 | ルノー                                          | 詳細 |
| 1982 | 9月12日 | 15       | モンツァ   | ルネ・アルヌー                   | ルノー                                          | 詳細 |
| 1983 | 9月11日 | 13       | モンツァ   | ネルソン・ピケ                   | ブラバム-BMW                                    | 詳細 |
| 1984 | 9月09日 | 14       | モンツァ   | ニキ・ラウダ                     | マクラーレン-TAG                                | 詳細 |
| 1985 | 9月08日 | 12       | モンツァ   | アラン・プロスト                 | マクラーレン-TAG                                | 詳細 |
| 1986 | 9月07日 | 13       | モンツァ   | ネルソン・ピケ                   | ウィリアムズ-ホンダ                             | 詳細 |
| 1987 | 9月06日 | 11       | モンツァ   | ネルソン・ピケ                   | ウィリアムズ-ホンダ                             | 詳細 |
| 1988 | 9月11日 | 12       | モンツァ   | ゲルハルト・ベルガー             | フェラーリ                                      | 詳細 |
| 1989 | 9月10日 | 12       | モンツァ   | アラン・プロスト                 | マクラーレン-ホンダ                             | 詳細 |
| 1990 | 9月09日 | 12       | モンツァ   | アイルトン・セナ                 | マクラーレン-ホンダ                             | 詳細 |
| 1991 | 9月08日 | 12       | モンツァ   | ナイジェル・マンセル             | ウィリアムズ-ルノー                             | 詳細 |
| 1992 | 9月13日 | 13       | モンツァ   | アイルトン・セナ                 | マクラーレン-ホンダ                             | 詳細 |
| 1993 | 9月12日 | 13       | モンツァ   | デイモン・ヒル                   | ウィリアムズ-ルノー                             | 詳細 |
| 1994 | 9月11日 | 12       | モンツァ   | デイモン・ヒル                   | ウィリアムズ-ルノー                             | 詳細 |
| 1995 | 9月10日 | 12       | モンツァ   | ジョニー・ハーバート             | ベネトン-ルノー                                 | 詳細 |
| 1996 | 9月08日 | 14       | モンツァ   | ミハエル・シューマッハ           | フェラーリ                                      | 詳細 |
| 1997 | 9月07日 | 13       | モンツァ   | デビッド・クルサード             | マクラーレン-メルセデス                         | 詳細 |
| 1998 | 9月13日 | 14       | モンツァ   | ミハエル・シューマッハ           | フェラーリ                                      | 詳細 |
| 1999 | 9月12日 | 13       | モンツァ   | ハインツ＝ハラルド・フレンツェン | ジョーダン-無限ホンダ                           | 詳細 |
| 2000 | 9月10日 | 14       | モンツァ   | ミハエル・シューマッハ           | フェラーリ                                      | 詳細 |
| 2001 | 9月15日 | 15       | モンツァ   | ファン・パブロ・モントーヤ       | ウィリアムズ-BMW                                | 詳細 |
| 2002 | 9月15日 | 15       | モンツァ   | ルーベンス・バリチェロ           | フェラーリ                                      | 詳細 |
| 2003 | 9月14日 | 14       | モンツァ   | ミハエル・シューマッハ           | フェラーリ                                      | 詳細 |
| 2004 | 9月12日 | 15       | モンツァ   | ルーベンス・バリチェロ           | フェラーリ                                      | 詳細 |
| 2005 | 9月04日 | 15       | モンツァ   | ファン・パブロ・モントーヤ       | マクラーレン-メルセデス                         | 詳細 |
| 2006 | 9月10日 | 15       | モンツァ   | ミハエル・シューマッハ           | フェラーリ                                      | 詳細 |
| 2007 | 9月09日 | 13       | モンツァ   | フェルナンド・アロンソ           | マクラーレン-メルセデス                         | 詳細 |
| 2008 | 9月14日 | 14       | モンツァ   | セバスチャン・ベッテル           | トロ・ロッソ-フェラーリ                         | 詳細 |
| 2009 | 9月13日 | 13       | モンツァ   | ルーベンス・バリチェロ           | ブラウン-メルセデス                             | 詳細 |
| 2010 | 9月12日 | 14       | モンツァ   | フェルナンド・アロンソ           | フェラーリ                                      | 詳細 |
| 2011 | 9月11日 | 13       | モンツァ   | セバスチャン・ベッテル           | レッドブル-ルノー                               | 詳細 |
| 2012 | 9月09日 | 13       | モンツァ   | ルイス・ハミルトン               | マクラーレン-メルセデス                         | 詳細 |
| 2013 | 9月08日 | 12       | モンツァ   | セバスチャン・ベッテル           | レッドブル-ルノー                               | 詳細 |
| 2014 | 9月07日 | 13       | モンツァ   | ルイス・ハミルトン               | メルセデス                                      | 詳細 |
| 2015 | 9月06日 | 12       | モンツァ   | ルイス・ハミルトン               | メルセデス                                      | 詳細 |
| 2016 | 9月04日 | 14       | モンツァ   | ニコ・ロズベルグ                 | メルセデス                                      | 詳細 |
| 2017 | 9月03日 | 13       | モンツァ   | ルイス・ハミルトン               | メルセデス                                      | 詳細 |
| 2018 | 9月02日 | 14       | モンツァ   | ルイス・ハミルトン               | メルセデス                                      | 詳細 |
| 2019 | 9月08日 | 14       | モンツァ   | シャルル・ルクレール             | フェラーリ                                      | 詳細 |
| 2020 | 9月06日 | 8        | モンツァ   | ピエール・ガスリー               | アルファタウリ-ホンダ                           | 詳細 |
| 2021 | 9月12日 | 14       | モンツァ   | ダニエル・リカルド               | マクラーレン-メルセデス                         | 詳細 |
| 2022 | 9月11日 | 16       | モンツァ   | マックス・フェルスタッペン       | レッドブル-RBPT                                 | 詳細 |
| 2023 | 9月03日 | 15       | モンツァ   | マックス・フェルスタッペン       | レッドブル-ホンダ・RBPT                         | 詳細 |
| 2024 | 9月01日 | 16       | モンツァ   | シャルル・ルクレール             | フェラーリ                                      | 詳細 |

### 開催されたサーキット

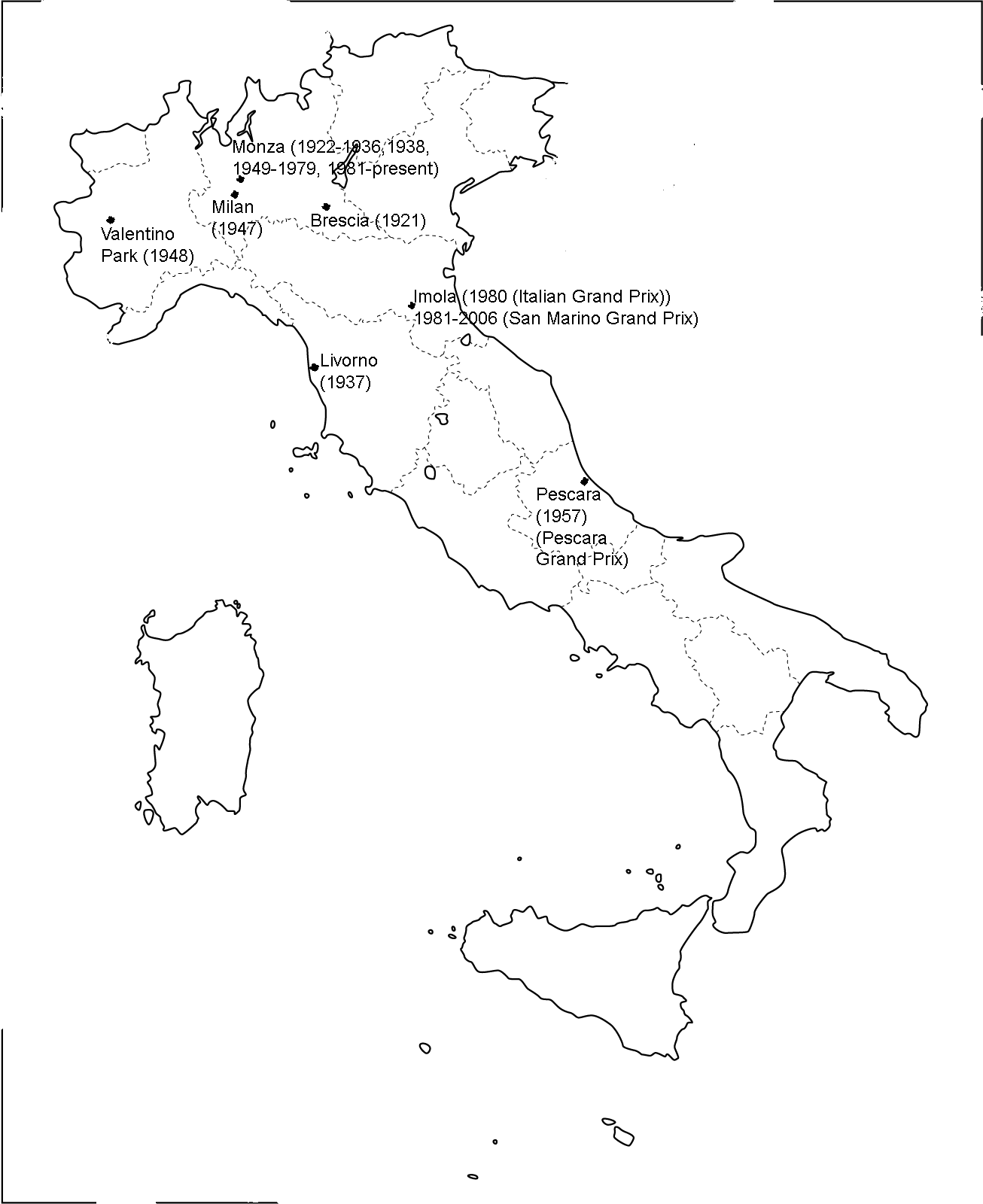
イタリアGPが開催されたサーキット

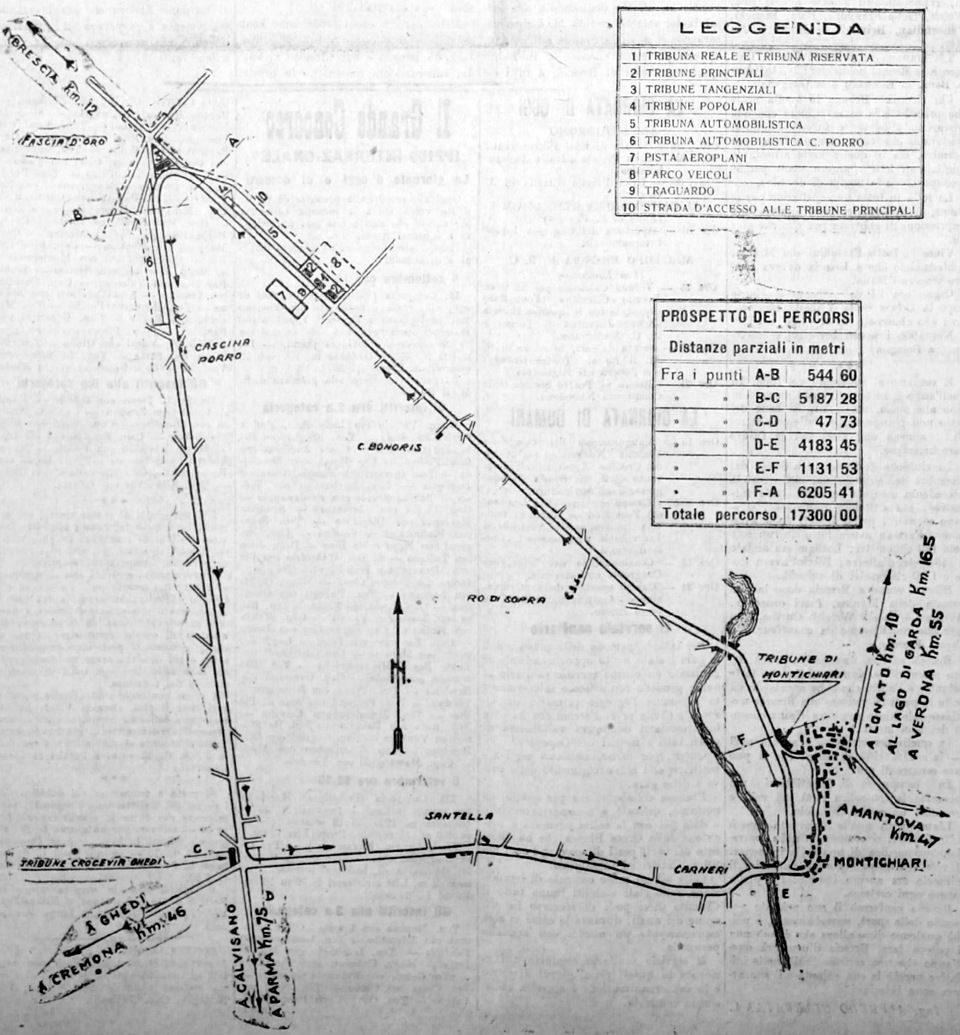
モンティキアーリ（1921）
モンツァ（1922-1933）
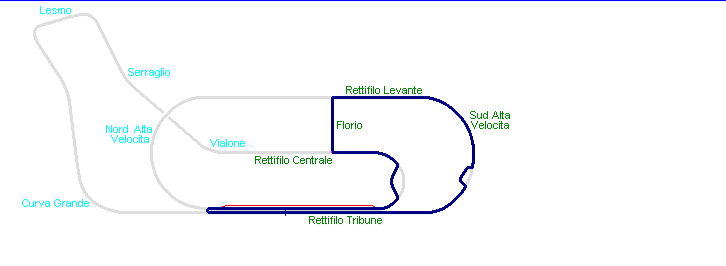
モンツァ（1934）
モンツァ（1935-1936, 1938）
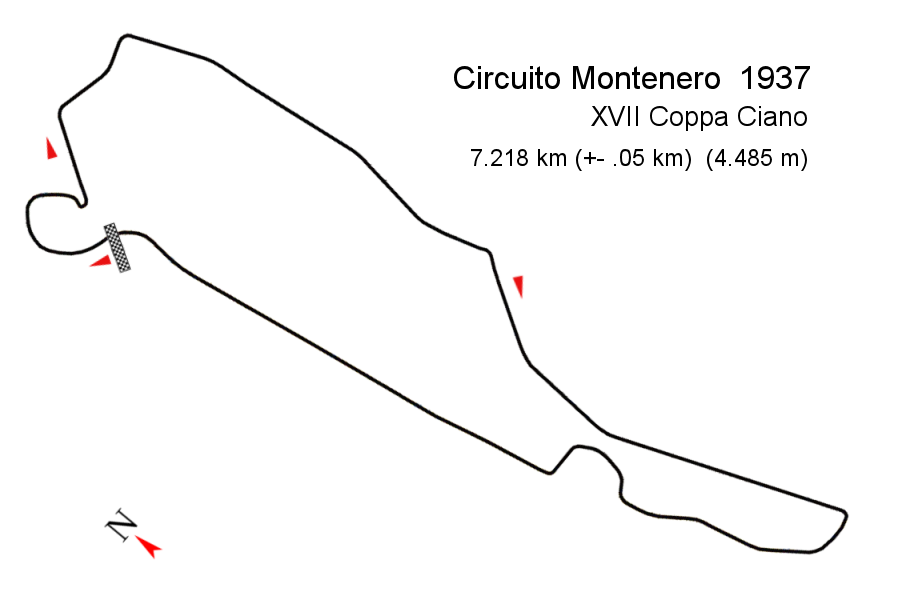
リヴォルノ（1937）
ミラノ（1947）
トリノ（1948）
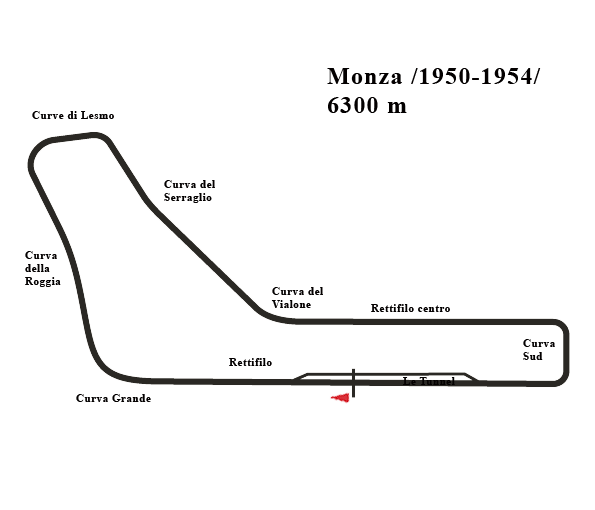
モンツァ（1949-1954）
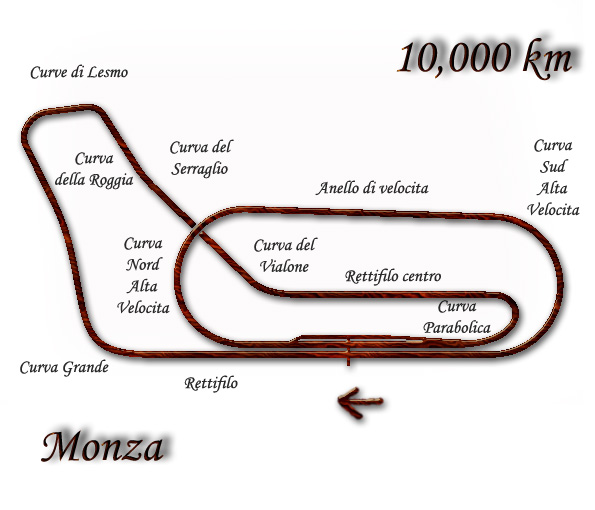
モンツァ（1955-1956, 1960-1961）
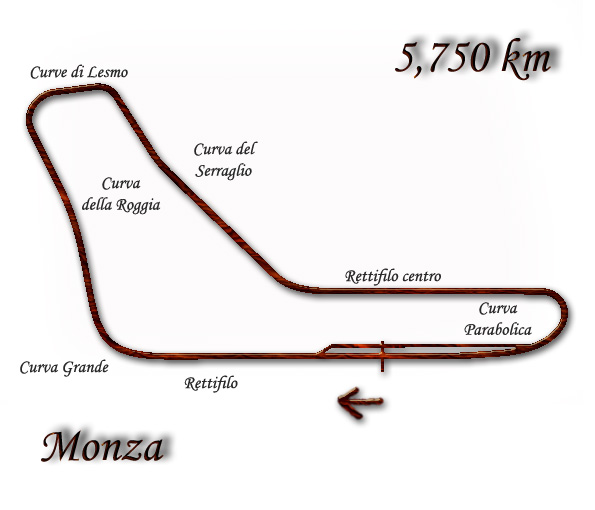
モンツァ（1957-1959, 1962-1971）
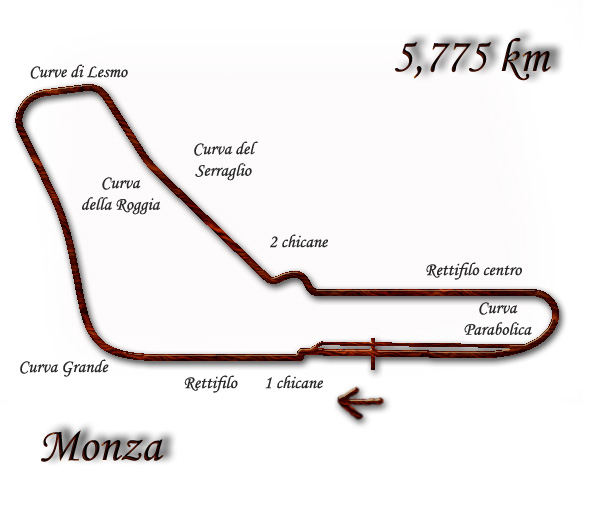
モンツァ（1972-1975）
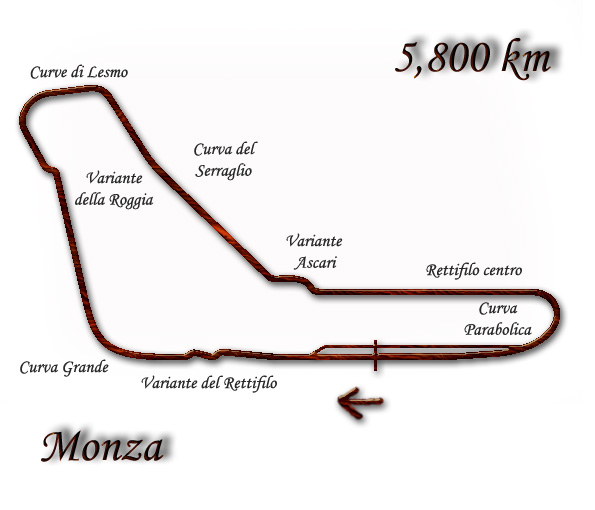
モンツァ（1976-1979, 1981-1993）
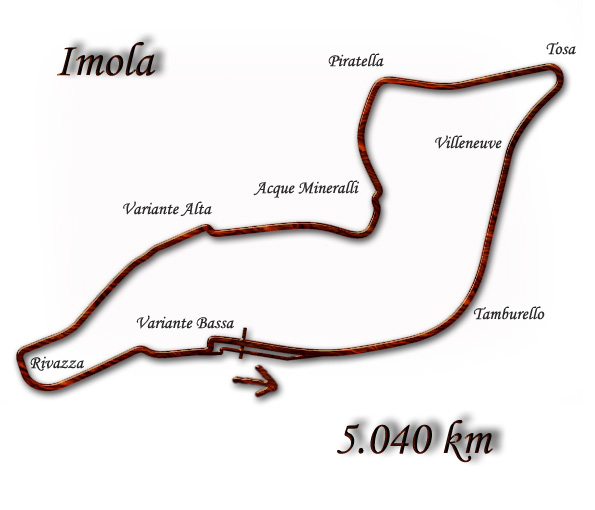
イモラ（1980）
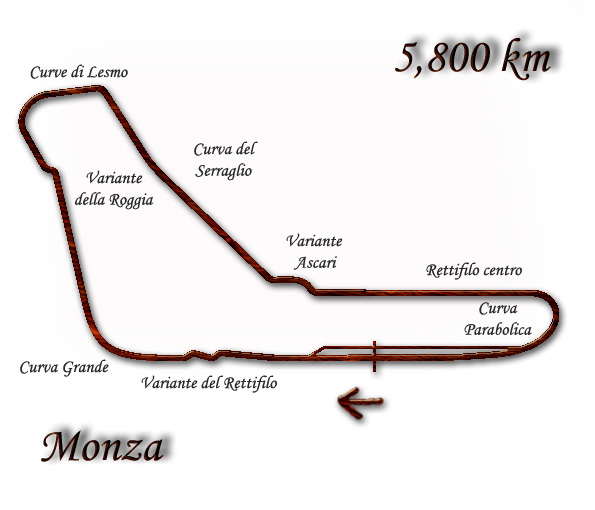
モンツァ（1994）
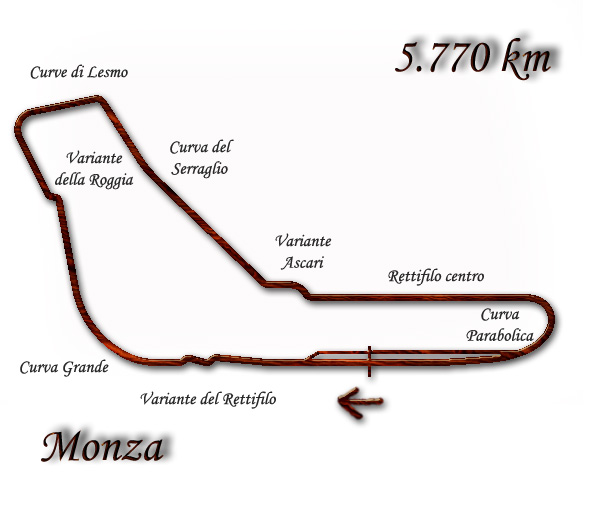
モンツァ（1995-1999）
モンツァ（2000-）

## 優勝回数
複数回勝利を挙げた者のみ対象とする。

### ドライバー
| 回数 | ドライバー                   | 優勝年                       |
| ---- | ---------------------------- | ---------------------------- |
| 5    | ミハエル・シューマッハ       | 1996, 1998, 2000, 2003, 2006 |
| 5    | ルイス・ハミルトン           | 2012, 2014, 2015, 2017, 2018 |
| 4    | ネルソン・ピケ               | 1980, 1983, 1986, 1987       |
| 3    | タツィオ・ヌヴォラーリ       | 1931, 1932, 1938             |
| 3    | アルベルト・アスカリ         | 1949, 1951, 1952             |
| 3    | ファン・マヌエル・ファンジオ | 1953, 1954, 1955             |
| 3    | スターリング・モス           | 1956, 1957, 1959             |
| 3    | ロニー・ピーターソン         | 1973, 1974, 1976             |
| 3    | アラン・プロスト             | 1981, 1985, 1989             |
| 3    | ルーベンス・バリチェロ       | 2002, 2004, 2009             |
| 3    | セバスチャン・ベッテル       | 2008, 2011, 2013             |
| 2    | ルイジ・ファジオーリ         | 1933, 19341                  |
| 2    | ルドルフ・カラツィオラ       | 19341, 1937                  |
| 2    | フィル・ヒル                 | 1960, 1961                   |
| 2    | ジョン・サーティース         | 1964, 1967                   |
| 2    | ジャッキー・スチュワート     | 1965, 1969                   |
| 2    | クレイ・レガツォーニ         | 1970, 1975                   |
| 2    | ニキ・ラウダ                 | 1978, 1984                   |
| 2    | アイルトン・セナ             | 1990, 1992                   |
| 2    | デイモン・ヒル               | 1993, 1994                   |
| 2    | ファン・パブロ・モントーヤ   | 2001, 2005                   |
| 2    | フェルナンド・アロンソ       | 2007, 2010                   |
| 2    | マックス・フェルスタッペン   | 2022, 2023                   |
| 2    | シャルル・ルクレール         | 2019, 2024                   |

- 太字は2025年のF1世界選手権に参戦中のドライバー。
- ピンク地はF1世界選手権以外で開催された年。
- クリーム地は第二次世界大戦前に行われていたヨーロッパ・ドライバーズ選手権[注 4]の一戦として開催された年。
- ^1 - 1934年のカラツィオラとファジオーリは、車両をシェアして優勝した。

### コンストラクター
| 回数 | コンストラクター | 優勝年 |
| ---- | ---------------- | --- |
| 21   | フェラーリ       | 1949, 1951, 1952, 1960, 1961, 1964, 1966, 1970, 1975, 1979, 1988, 1996, 1998, 2000, 2002, 2003, 2004, 2006, 2010, 2019, 2024 |
| 11   | マクラーレン     | 1968, 1984, 1985, 1989, 1990, 1992, 1997, 2005, 2007, 2012, 2021                                                             |
| 9    | メルセデス       | 1934, 1937, 1954, 1955, 2014, 2015, 2016, 2017, 2018                                                                         |
| 8    | アルファロメオ   | 1924, 1925, 1931, 1932, 1933, 1947, 1948, 1950                                                                               |
| 6    | ウィリアムズ     | 1986, 1987, 1991, 1993, 1994, 2001                                                                                           |
| 5    | ロータス         | 1963, 1972, 1973, 1974, 1977                                                                                                 |
| 4    | レッドブル       | 2011, 2013, 2022, 2023 |
| 3    | アウトウニオン   | 1935, 1936, 1938 |
| 3    | BRM              | 1962, 1965, 1971 |
| 3    | ブラバム         | 1978, 1980, 1983 |
| 2    | フィアット       | 1922, 1923 |
| 2    | ブガッティ       | 1926, 1928 |
| 2    | マセラティ       | 1953, 1956 |
| 2    | ヴァンウォール   | 1957, 1958 |
| 2    | ルノー           | 1981, 1982 |

- 太字は2025年のF1世界選手権に参戦中のコンストラクター。
- ピンク地はF1世界選手権以外で開催された年。
- グリーン地は第二次世界大戦前に行われていた世界マニュファクチャラーズ選手権[注 3]の一戦として開催された年。
- クリーム地は第二次世界大戦前に行われていたヨーロッパ・ドライバーズ選手権[注 4]の一戦として開催された年。

### エンジン
| 回数 | メーカー       | 優勝年 |
| ---- | -------------- | --- |
| 22   | フェラーリ     | 1949, 1951, 1952, 1960, 1961, 1964, 1966, 1970, 1975, 1979, 1988, 1996, 1998, 2000, 2002, 2003, 2004, 2006, 2008, 2010, 2019, 2024 |
| 14   | メルセデス     | 1934, 1937, 1954, 1955, 1997, 2005, 2007, 2012, 2014, 2015, 2016, 2017, 2018, 2021                                                 |
| 9    | アルファロメオ | 1924, 1925, 1931, 1932, 1933, 1947, 1948, 1950, 1978                                                                               |
| 8    | フォード       | 1968, 1969, 1972, 1973, 1974, 1976, 1977, 1980                                                                                     |
| 8    | ルノー         | 1981, 1982, 1991, 1993, 1994, 1995, 2011, 2013                                                                                     |
| 7    | ホンダ         | 1967, 1986, 1987, 1989, 1990, 1992, 2020                                                                                           |
| 3    | アウトウニオン | 1935, 1936, 1938 |
| 3    | BRM            | 1962, 1965, 1971 |
| 2    | フィアット     | 1922, 1923 |
| 2    | ブガッティ     | 1926, 1928 |
| 2    | マセラティ     | 1953, 1956 |
| 2    | ヴァンウォール | 1957, 1958 |
| 2    | クライマックス | 1959, 1963 |
| 2    | TAG            | 1984, 1985 |
| 2    | BMW            | 1983, 2001 |

- 太字は2025年のF1世界選手権に参戦中のメーカー。
- ピンク地はF1世界選手権以外で開催された年。
- グリーン地は第二次世界大戦前に行われていた世界マニュファクチャラーズ選手権[注 3]の一戦として開催された年。
- クリーム地は第二次世界大戦前に行われていたヨーロッパ・ドライバーズ選手権[注 4]の一戦として開催された年。

1. ↑  1997–2005年はイルモアが製造。
2. ↑  コスワースが製造。
3. ↑  2022-2025年にホンダ・レーシング(HRC)が製造しているRBPT及びホンダ・RBPTと記録は別扱い。
4. ↑  ポルシェが製造。

## イタリアグランプリ以外のF1レース
イタリア国内で実施されながら、別の名称が付与されたレースがある。

### ペスカーラグランプリ
1957年に開催。イタリア共和国アブルッツォ州ペスカーラ県のペスカーラ・サーキットで開催された。開催地の名を取ってペスカーラGPという名称が付与された。この年、このペスカーラGPの2週間後にはイタリアGPが開催されており、イタリア国内で連戦となっている。ヴァンウォールのスターリング・モスが優勝している。
ペスカーラは海岸沿いの田舎町であるが、バイクの製造工場がありモータースポーツとまったくの無縁ではない。このコースは全長25,572mあり、F1GPが開催されたサーキットとしては最長である。1960年頃から安全対策が叫ばれ、あまりに大きいサーキットでは事故等の救助活動に支障をきたすため今後この様な大きなサーキットは建造される見込みがなく、この最長記録は更新されない公算が非常に大きい。海岸沿いに設置されたこのサーキットでは1924年から1961年までF1GP以外にも様々なレースが開催された。海岸側にはひとつの直角コーナーを挟み合計10km近くものふたつの直線があり、山側は大小さまざまなカーブの連続となっているにもかかわらず優勝平均速度は153.964km/hと極端に低くはない。
F1世界選手権として開催された1957年の結果について記載する。
| 年   | 決勝日  | ラウンド | サーキット | 勝者               | コンストラクター | 結果 |
| ---- | ------- | -------- | ---------- | ------------------ | ---------------- | ---- |
| 1957 | 8月18日 | 7        | ペスカーラ | スターリング・モス | ヴァンウォール   | 詳細 |

### サンマリノグランプリ
1981年から2006年までイモラ・サーキットで開催された。

### トスカーナグランプリ
2020年のシーズン第9戦としてイタリア共和国トスカーナ州フィレンツェ県のムジェロ・サーキットで開催。この年は新型コロナウイルス感染症の拡大により開催できなくなったレースが多数発生したため、スケジュールの見直しが余儀なくされ、その過程で同コースでのF1開催が検討された。最終的には2020年7月10日にムジェロ・サーキットでの開催が発表された。この年は同GPの1週間前にはイタリアGPが開催されており、イタリア国内での連戦となった。
| 年   | 決勝日  | ラウンド | サーキット | 勝者               | コンストラクター | 結果 |
| ---- | ------- | -------- | ---------- | ------------------ | ---------------- | ---- |
| 2020 | 9月13日 | 9        | ムジェロ   | ルイス・ハミルトン | メルセデス       | 詳細 |

### エミリア・ロマーニャグランプリ
2020年からイモラ・サーキットで開催。